# Buluh Telang
Buluh Telang is een bestuurslaag in het regentschap Langkat van de provincie Noord-Sumatra, Indonesië. Buluh Telang telt 2312 inwoners (volkstelling 2010).